# Shampoo (Band)
Die Rockband Shampoo war eine Girlgroup aus England, bestehend aus Jacqueline „Jacqui“ Blake (* 23. November 1974 in Woolwich) und Caroline „Carrie“ Askew (* 4. Mai 1977 in Plumstead).

## Geschichte
Die beiden Freundinnen und ehemaligen Schulkameradinnen einer Plumsteader High School schrieben in den frühen neunziger Jahren das erste Fanzine für die Manic Street Preachers, namens „Last Exit“. Ferner waren sie im Musikvideo zu „Little Baby Nothing“ von Traci Lords zu sehen und schrieben auch das Fanzine für die Musikband Fabulous. Shampoo gründeten die beiden noch während ihrer Jugendzeit.
Ihre erste Single „Blisters and Bruises“ in pinkfarbenem Vinyl mit den Titeln „Paydirt“ und „I love Little Pussy“ auf der B-Seite (1993 vom damaligen Musiklabel Icerink Records herausgegeben) sowie die nachfolgende Single „Bouffant Headbutt“ erweckten bereits große Aufmerksamkeit in der etablierten Musikpresse, wie beispielsweise im New Musical Express und im Melody Maker, wurden aber in der Öffentlichkeit noch ignoriert.
Im Gegensatz zu diesen beiden Singles überzeugten die danach erschienenen Songs „Trouble“ und die des Albums „We Are Shampoo“ durch musikalisch bessere Qualität. Mit dem Song „Trouble“, der insbesondere auch durch den Soundtrack zum Film Power Rangers bekannt wurde, landete Shampoo in den Top Of The Pops und die beiden Musikerinnen bekamen einen Platz auf der Titelseite von Smash Hits. Nach 1994 nahm der Bekanntheitsgrad der beiden zu und die Anzahl ihrer Fans in der Pop- und auch in der Alternativmusikszene wuchs an. Auch in Japan war die Gruppe sehr erfolgreich.
Obwohl Shampoo bis zum Erscheinen ihres Albums „Girl Power“ (1995) in Großbritannien schon wieder in Vergessenheit geraten war, genossen die beiden Musikerinnen in Asien zunehmend mehr Popularität, nicht zuletzt aufgrund ihrer Vorliebe für kitschiges, barbiehaftes Outfit und die Vorliebe für Pinkfarbiges. Das dritte Album „Absolute Shampoo“ erschien ausschließlich im Internet. Kurz danach löste sich das Musikduo 2000 auf.
Im Mai 2007 wurde in Großbritannien das Album „We Are Shampoo“ mit Bonustracks von B-Seiten-Songs neu aufgelegt. Nach eigenen Angaben war ihre Musik stark durch die Einflüsse der Sex Pistols, von Gary Numan und den Beastie Boys geprägt.

## Diskografie

### Studioalben
| Jahr | Titel          | Höchstplatzierung, Gesamtwochen, AuszeichnungChartplatzierungen (Jahr, Titel, Platzierungen, Wochen, Auszeichnungen, Anmerkungen) | Höchstplatzierung, Gesamtwochen, AuszeichnungChartplatzierungen (Jahr, Titel, Platzierungen, Wochen, Auszeichnungen, Anmerkungen) | Höchstplatzierung, Gesamtwochen, AuszeichnungChartplatzierungen (Jahr, Titel, Platzierungen, Wochen, Auszeichnungen, Anmerkungen) | Höchstplatzierung, Gesamtwochen, AuszeichnungChartplatzierungen (Jahr, Titel, Platzierungen, Wochen, Auszeichnungen, Anmerkungen) | Höchstplatzierung, Gesamtwochen, AuszeichnungChartplatzierungen (Jahr, Titel, Platzierungen, Wochen, Auszeichnungen, Anmerkungen) | Anmerkungen                     |
| Jahr | Titel          | DE | AT | CH | UK | US | Anmerkungen                     |
| ---- | -------------- | --- | --- | --- | --- | --- | ------------------------------- |
| 1994 | We Are Shampoo | — | — | — | UK45 (2 Wo.)UK | — | Erstveröffentlichung: Juli 1994 |

Weitere Alben
- 1994: Delicious
- 1995: Shampoo or Nothing
- 1996: Girl Power
- 1998: The Greatest
- 2000: Absolute Shampoo

### Singles (Charterfolge)
| Jahr | Titel Album                      | Höchstplatzierung, Gesamtwochen, AuszeichnungChartplatzierungen (Jahr, Titel, Album, Platzierungen, Wochen, Auszeichnungen, Anmerkungen) | Höchstplatzierung, Gesamtwochen, AuszeichnungChartplatzierungen (Jahr, Titel, Album, Platzierungen, Wochen, Auszeichnungen, Anmerkungen) | Höchstplatzierung, Gesamtwochen, AuszeichnungChartplatzierungen (Jahr, Titel, Album, Platzierungen, Wochen, Auszeichnungen, Anmerkungen) | Höchstplatzierung, Gesamtwochen, AuszeichnungChartplatzierungen (Jahr, Titel, Album, Platzierungen, Wochen, Auszeichnungen, Anmerkungen) | Höchstplatzierung, Gesamtwochen, AuszeichnungChartplatzierungen (Jahr, Titel, Album, Platzierungen, Wochen, Auszeichnungen, Anmerkungen) | Anmerkungen                          |
| Jahr | Titel Album                      | DE | AT | CH | UK | US | Anmerkungen                          |
| ---- | -------------------------------- | --- | --- | --- | --- | --- | ------------------------------------ |
| 1994 | Trouble We Are Shampoo           | — | — | — | UK11 (15 Wo.)UK | — | Erstveröffentlichung: Juli 1994      |
| 1994 | Viva La Megababes We Are Shampoo | — | — | — | UK27 (4 Wo.)UK | — | Erstveröffentlichung: Oktober 1994   |
| 1995 | Delicious We Are Shampoo         | — | — | — | UK21 (4 Wo.)UK | — | Erstveröffentlichung: Februar 1995   |
| 1996 | Girl Power                       | — | — | — | UK25 (4 Wo.)UK | — | Erstveröffentlichung: Juli 1996      |
| 1996 | I Know What Boys Like Girl Power | — | — | — | UK42 (1 Wo.)UK | — | Erstveröffentlichung: September 1996 |